# Ligne de Mohammadia à Mostaganem
La ligne de Mohammadia à Mostaganem est l'une des lignes du réseau ferroviaire algérien. Elle relie la gare de Mohammadia (dans la wilaya de Mascara) à celle de Mostaganem (dans la wilaya de Mostaganem).

## Histoire
L'actuelle ligne de Mohammadia à Mostaganem a été constituée en 1959 à partir de trois sections mises en service à différentes dates :
- la section entre Mohammadia et Oued Tinn, longue de 18 km, issue de l'ancienne d'Oran à Mohammadia ouverte en 1879 et transformée en voie normale en 1959 ;

- la section entre Aïn Nouïssy et Mostaganem longue de 15 km, issue de l'ancienne ligne de La Macta à Mostaganem ouverte en 1907 et transformée en voie normale en 1959 ;

- la section entre Oued Tin et Aïn Nouïssy, raccordement à voie normale de 12 km créé en 1959 entre les deux lignes précédentes.

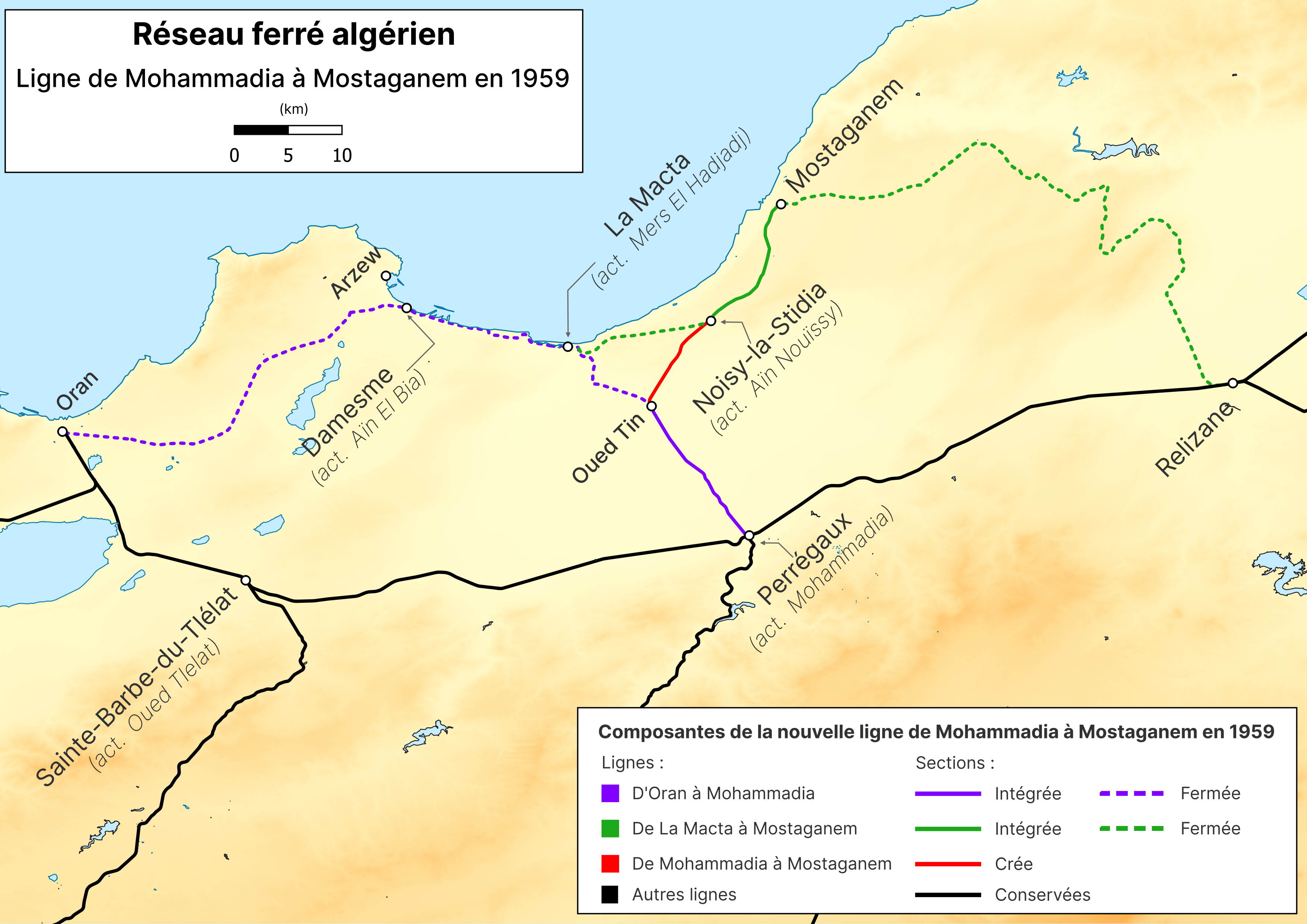
Composantes de la ligne de Mohammadia à Mostaganem en 1959.

La ligne est fermée en décembre 1996. Elle est rouverte au trafic voyageurs une vingtaine d'années plus tard en novembre 2015.
En octobre 2019, la ligne est à nouveau mise à l'arrêt. Des  travaux de rénovation et d'entretien sont entrepris et sa réouverture, prévue initialement pour en juin 2021, a lieu en juillet 2022.

## La ligne

### Caractéristiques
Longue de 45 km, la ligne est une voie unique à écartement standard et n'est pas électrifiée.  

### Tracé et profil
La ligne se débranche de la ligne d'Alger à Oran au niveau de la gare de Mohammadia. Elle prend une direction nord-ouest jusqu'à la gare de Oued Tinn puis une direction nord-est jusqu'à Mostaganem. Elle parcourt la plaine de l'Habra (oued El Hammam) sans rencontrer de reliefs particuliers.

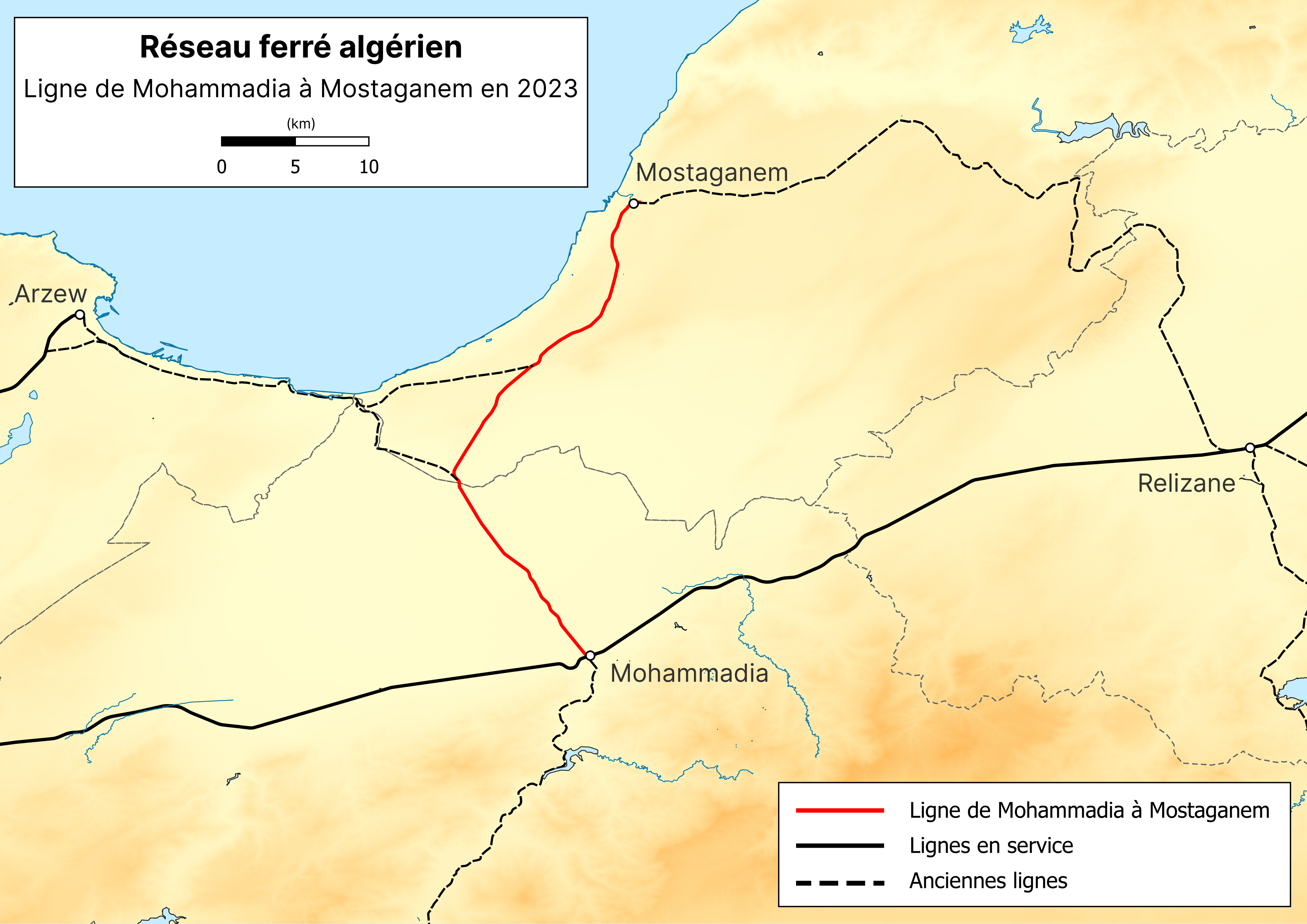
Localisation de la ligne de Mohammadia à Mostaganem dans le nord-ouest de l'Algérie.

## Service ferroviaire
La ligne permet le trafic voyageurs et de marchandises. Elle est empruntée par les trains régionaux de la liaison Mohammadia - Mostaganem.

## Gares de la ligne
| Gares         | Services                               |
| ------------- | -------------------------------------- |
| Mohammadia    | Grandes lignes, trains régionaux, fret |
| Sidi Abid     | Trains régionaux                       |
| Sidi Benzerga | Trains régionaux                       |
| Oued Tinn     | Trains régionaux                       |
| Fornaka       | Trains régionaux                       |
| Aïn Nouïssy   | Trains régionaux                       |
| Hassi Mameche | Trains régionaux                       |
| Mazagran      | Trains régionaux                       |
| Mostaganem    | Trains régionaux, fret                 |